# Romina Giardina
Romina «Momi» Giardina (Buenos Aires, 22 de marzo de 1982) es una  actriz, bailarina, comediante, presentadora y productora de televisión argentina. Ha tomado reconocimiento como humorista gracias a sus personajes en redes sociales, como en su unipersonal Cualquier cosa te llamamos, conducción en programas y colaboraciones con youtubers e influencers. Durante 2022 condujo junto a Santiago Talledo Fresco y batata por el canal de streaming Luzu TV. Al finalizar la temporada y tras la salida de Nati Jota en 2023, se incorporó como conductora del programa Nadie dice nada por el mismo canal.

## Biografía
Romina nació en Buenos Aires y desde pequeña sintió que su camino estaba relacionada con el mundo del espectáculo por lo que participó en diversos castings en su adolescencia para obras de teatro musical de Pepe Cibrián Campoy o Cris Morena entre otras.
Estudio danza en la escuela de Julio Bocca y su formación más contundente fue en actuación.
En 2003 de su relación con Diego Castro nació su única hija Julieta Castro. En 2006 ingresa a la productora de Canal 13 como bailarina para el programa Showmatch conducido por Marcelo Tinelli, además participaba como bailarina en otros programas de esta productora como La cocina del show. Tomó relevancia gracias a que mantuvo su participación en Showmatch más de catorce años, en los cuales comenzó a interpretar personajes, actuar, y producir dentro de LaFlia Contenidos. Estuvo activa en esa productora desde 2005 hasta 2014 como bailarina y actriz y hasta 2017 como productora.
En 2012 condujo el programa de moda Fiance.
Giardina ha declarado en varias ocasiones que la fama le llegó gracias a la red social Instagram donde debido a falta de trabajo comenzó a subir videos de comedia los cuales sorprendieron a famosos como Lali Espósito, quien al repostearla, le dio gran entrada a un público joven. Desde ese momento y catapultada por la Pandemia de COVID 19 sus videos comenzaron viralizarse. También participó como actriz de reparto en diversas ficciones como Por amarte así.
En 2017 fue convocada por LaFlia Contenidos para interpretar la imitación de Juliana Awada para el segmento Gran cuñado de Showmatch, a pocos minutos de salir a escena en televisión el personaje fue cancelado: «parece ser que el presidente que en ese momento era Mauricio Macri no quería que ridiculicen a su mujer» declaró Giardina en una entrevista.
En 2020 protagonizaría la ficción Separadas la cual no salió al aire tras ser cancelada debido a la pandemia.
Como cuenta Giardina su trayectoria ha tenido altos y bajos lo que ella cuenta con humor por lol que en 2021 la conductora Nara Ferragut y su hermano le proponen realizar un Unipersonal de comedia sobre su vida.
El proyecto se llama Cualquier cosa te Llamamos y se estrenó en diciembre de 2021 con libro y dirección de Santiago Talledo y producción de Nara y Matías Ferragut. A pesar de que consideraban que el material era muy bueno no esperaban que la obra agote localidades en su estreno y lleva a Romina a mantener la obra y gira hasta el presente con gran aceptación en cuanto público y críticas en su mayoría positivas. Recibió una nominación a los Premios Estrella de Mar como mejor espectáculo de humor. La gira de la obra pasó por Mar del Plata en el Teatro Roxy comenzó y continua hasta la actualidad en el Teatro Picadero, Ciudad de las Artes, Córdoba, Tucumán, Mendoza y Coliseo Podestá. En la ciudad de Rosario agoto localidades en dos ocasiones. También la gira tiene fechas en Uruguay, Paraguay Y Europa. Luego de un año en cartelera la obra tuvo su última función el 13 de noviembre de 2022 en el Teatro Picadero.
Nara Ferragut la productora de la obra dijo en su programa de televisión "mas de 25.000 la siguen en el teatro...no paran de llenar"
En 2023 continua con el unipersonal en Mar del Plata en el Centro de Arte Radio City Roxy Melany desde el 5 de enero al 26, a con localidades agotadas en la mayoría de sus funciones a las 23:45.

### Fresco y Batata
En 2021 comenzó a ser parte de la productora de Luzu TV de Nicolás Occhiato como conductora de reemplazo del programa Nadie dice nada en múltiples ocasiones. Gracias a la buena aceptación del público recibió una oferta de Ochiatto para conducir un programa en esta productora.
En 2022, el 8 de agosto se  estrena el programa Fresco y batata donde es la conductora junto a Santiago Talledo, se emite los domingos a las 21hs mediante Youtube y Twitch durante inicialmente 8 capítulos. La primera emisión tuvo una media de audiencia de 30.000 personas en directo, además fue Trending Topic n.º 1 en Twitter durante toda la programación. Luego de su primera emisión y hasta la actualidad logran una media de 20.000 personas en directo, entrada a los primeros 10 puestos del Trending Topic de Twitter y una media aproximada de 100.000 reproducciones por capítulo.
El 6 de Octubre el programa renueva su grilla y pasa a emitirse todos los miércoles de 21hs a 23hs, manteniendo su audiencia e ingresando durante sus emisiones al  Trending Topic de Twitter.
Algunos de los invitados han sido Sofía Morandi, Lourdes Sánchez, Pablo Agustín, Marti Benza, Luli Gonzalez, Lizardo Ponce, Agustina Papry Suásquita, Julieta Castro, Nico Ochiatto, entre otros.
Luego de 18 programas Fresco y Batata finalizó el 15 de diciembre de 2022. En 2023 Nati Jota abandona Nadie Dice Nada y por elección de todo el equipo se anuncia que Giardina será la nueva conductora del ciclo con gran repercusión y aceptación en las redes y medios de comunicación

### Actualidad
En 2023 Giardina anuncia luego de darse a conocer que sería la nueva conductora de Nadie Dice Nada que será parte del elenco de Heathers: el musical en el Teatro Ópera interpretando a la profesora Fleming que estrena en julio de 2023. En Junio de ese Año, Anunció su salida de esa obra debido a compromisos laborales y nuevos proyectos y fue reemplazada por Chechu Vargas.

## Vida personal
Entre 2003 y 2005 estuvo casada con el actor Diego Castro con quien tuvo una hija, Julieta, nacida en 2003.
Entre 2008 y 2022 estuvo en pareja con Esteban Pusak Laborde.

## Televisión
| Año       | Programa                         | Rol                     | Medio            | Notas                  |
| --------- | -------------------------------- | ----------------------- | ---------------- | ---------------------- |
| 2004      | Susana Giménez                   | Bailarina               | Telefe           | Miembro del staff      |
| 2005–2017 | Showmatch: Bailando por un sueño | Bailarina               | Canal 9/Canal 13 | Miembro del Staff      |
| 2011–2014 | La cocina del show               | Bailarina               | Canal 13         | Miembro del staff      |
| 2012      | Fiancee                          | Conductora              | ProNovias TV     |                        |
| 2018-2020 | Fox Sport Verano                 | Notera                  | Fox Sports       |                        |
| 2018      | La Previa del Show               | Panelista               | Ciudad Magazine  |                        |
| 2018      | Todo por Hoy                     | Coconductora            | elnueve          |                        |
| 2020      | Nara Que Ver                     | Conductora de reemplazo | elnueve          |                        |
| 2023      | Bailando 2023                    | Concursante invitada    | América TV       | Ronda 5: Baile en trío |
| 2025      | Por el mundo                     | Conductora invitada     | Telefe           | Viaje a China          |

| Año       | Título                      | Personaje       | Medio    | Notas          |
| --------- | --------------------------- | --------------- | -------- | -------------- |
| 2004      | Los Roldan                  |                 | Telefe   | Cameo          |
| 2008-2009 | Atracción x4 en Dream Beach | Alelí           | Canal 13 | Participación  |
| 2011      | Patito feo                  | Devora          | Canal 13 | Participación  |
| 2012      | Concubinos                  | Carolina        | Canal 13 | Estelar        |
| 2016      | Por amarte así              | Miriam          | Telefe   | Rol recurrente |
| 2019      | Millennials                 | Virginia Conte  | Net TV   | Rol recurrente |
| 2020      | Separadas                   | Vanesa Iglesias | El Trece | Rol recurrente |
| 2024      | Privier                     | Adriana Belmar  | Luzu TV  | Estelar        |

## Streaming
| Año           | Título           | Rol          | Medio                    |
| ------------- | ---------------- | ------------ | ------------------------ |
| 2022          | Fresco y Batata  | Coconductora | Luzu TV                  |
| 2023-presente | Nadie Dice Nada  | Coconductora | Luzu TV                  |
| 2025          | La Voz Argentina | Host digital | Streams Telefe / Luzu TV |

## Teatro
- 2000: Pericón.com.ar (Enrique Pinti -Bailarina)
- 2003: 20 Años No es Nada (Midachi - Bailarina)
- 2008: Maipo 100 Años (Antonio Gasalla - Bailarina)
- 2009: La Cena de los Tontos (Actriz)
- 2017: Coronados de Gloria (Intervalo de Humor durante el Espectáculo)
- 2019: 10 minutos con Yeyé (Actriz)
- 2021-2023: Momi Cualquier Cosa te Llamamos (Unipersonal)
- 2023: Nadie Dice Nada (Antel Arena - Uruguay)

## Radio
| Año  | Programa                        | Medio       |
| ---- | ------------------------------- | ----------- |
| 2020 | Coca - Cola For Me (Conductora) | Coca-Cola   |
| 2020 | Vale X3 (Conductora)            | Vale 97.5   |
| 2022 | Dame aire (Invitada)            | Radiovisión |

## Premios y nominaciones
| Premios Estrella de Mar | Premios Estrella de Mar | Premios Estrella de Mar    | Premios Estrella de Mar | Premios Estrella de Mar |
| Año                     | Categoría               | Trabajo Nominado           | Resultado               | Ref.                    |
| ----------------------- | ----------------------- | -------------------------- | ----------------------- | ----------------------- |
| 2022                    | Labor Humorística       | Cualquier Cosa te Llamamos | Nominada                | [ 21 ]                  |
| 2023                    | Labor Humorística       | Cualquier Cosa te Llamamos | Ganadora                | [ 22 ]                  |